# Grad Štravberk
Grad Štravberk (nemško Strauberg) je stal v naselju Štravberk  v občini Novo mesto.

## Zgodovina
Grad naj bi uničili Turki. Danes je delno vidno obzidje in obrambni jarki. V bližini nekdanjega gradu je ajdovska jama, ki je služila za skrivališče pred Turki.